# Лискин, Алексей Максимович
Алексе́й Макси́мович Ли́скин (5 ноября 1923, Кульмеж, Пензенская губерния — 22 апреля 1984, Русская Паевка, Мордовская АССР) — сапёр-разведчик 135-го отдельного гвардейского сапёрного батальона, гвардии старшина — на момент представления к награждению орденом Славы 1-й степени.

## Биография
Родился 5 ноября 1923 года в селе Кульмёж (ныне — Инсарского района Республики Мордовии). Образование 3 класса. Работал спильщиком на Лосинском торфопредприятии в Свердловской области.
В 1942 году был призван в Красную Армию. В боях Великой Отечественной войны с декабря того же года. Боевое крещение получил южнее города Плавск Тульской области рядовым автоматчиком. Летом 1943 года в составе 57-й мотострелковой бригады принимал участие в сражении на Курской дуге в районе станции Поныри.

Бюст на аллее Героев в Инсаре

К весне 1944 года ефрейтор Лискин — сапер-разведчик взвода управления 90-го отдельного саперного батальона 3-го танкового корпуса. В составе этой части прошел до Победы. Воевал на 2-м Украинском, 2-м и 1-м Белорусских фронтах.
В начале мая 1944 года в сложных боевых условиях сделал несколько проходов в минных полях противника.
Приказом от 12 июня 1944 года ефрейтор Лискин Алексей Максимович награждён орденом Славы 3-й степени.
Летом 1944 года в ходе наступления в районе 30 км западнее города Ковель под вражеским огнём успешно обеспечил переправу танков через болотистую местность.
Приказом от 30 сентября 1944 года ефрейтор Лискин Алексей Максимович награждён орденом Славы 2-й степени.
В начале марта 1945 года у села Мангоф гвардии старшина Лискин с группой сапёров уничтожил свыше взвода вражеских солдат.
Указом Президиума Верховного Совета СССР от 15 мая 1946 года за мужество, отвагу и бесстрашие, проявленные в боях с вражескими захватчиками, гвардии старшина Лискин Алексей Максимович награждён орденом Славы 1-й степени. Стал полным кавалером ордена Славы.
После войны продолжал службу в армии, в 1948 году уволен в запас в звании гвардии младшего лейтенанта.
Возвратился в родное село. Трудился в колхозе «Россия». Последние годы жил в селе Русская Паевка Инсарского района. Скончался 22 апреля 1984 года. Похоронен на кладбище села Русская Паёвка.

## Увековечение памяти
- Бюсты Лискина установлены на аллее Героев в городе Инсар и деревне Кульмёж Русско-Паевского сельского поселения Инсарского района.